# Voiswinkel
Voiswinkel (das „i“ ist ein Dehnungs-i, Aussprache daher Voohswinkel mit Betonung auf der zweiten Silbe) ist ein Ortsteil in Unterodenthal in der Gemeinde Odenthal im Rheinisch-Bergischen Kreis. Es liegt auf einer Anhöhe zwischen Bergisch Gladbach und Odenthal.

## Infrastruktur
Voiswinkel, das von der Odenthaler Straße als nord-südliche Hauptverkehrsachse durchquert wird, unterhält als einzige Bildungseinrichtung eine katholische Grundschule. Zu deren Einzugsgebiet gehört auch der Küchenberg etwas oberhalb im Norden. In Schwarzbroich, das im Westen des Dorfes mit diesem einen geschlossenen Siedlungsbereich bildet, liegt der kommunale Friedhof.

## Geschichte
Östlich vom Dorfkern hat man auf dem Sonnenberg viele mittelsteinzeitliche Artefakte gefunden, meist Klingen, Pfeilspitzen und Werkzeuge aus Feuerstein. Sie wurden in der Studiensammlung des Römisch-Germanischen Museums in Köln vor dessen Schließung 2018 auch öffentlich ausgestellt.
In einer Urkunde von 1344 wird ein Hermann de Voyswinkels erwähnt. Voiswinkel gehörte in dieser Zeit zum Hofgericht Scherf und zur Honschaft Grimßgewalt.
Die Topographia Ducatus Montani des Erich Philipp Ploennies, Blatt Amt Miselohe, belegt, dass der Wohnplatz 1715 als Dorf ohne Kirche kategorisiert wurde und mit Voswinckel bezeichnet wurde. Carl Friedrich von Wiebeking benennt die Hofschaft auf seiner Charte des Herzogthums Berg 1789 als Voiswinkel. Aus ihr geht hervor, dass Voiswinkel zu dieser Zeit Teil von Unterodenthal in der Herrschaft Odenthal war.
Unter der französischen Verwaltung zwischen 1806 und 1813 wurde die Herrschaft aufgelöst. Voiswinkel wurde politisch der Mairie Odenthal im Kanton Bensberg zugeordnet. 1816 wandelten die Preußen die Mairie zur Bürgermeisterei Odenthal im Kreis Mülheim am Rhein.
Der Ort ist auf der Topographischen Aufnahme der Rheinlande von 1824, auf der Preußischen Uraufnahme von 1840 und abb der Preußischen Neuaufnahme von 1892 auf Messtischblättern regelmäßig als Voiswinkel verzeichnet.
| Jahr | Einwohner | Wohn- gebäude | Kategorie  |
| ---- | --------- | ------------- | ---------- |
| 1822 | 92        |               | Ackergüter |
| 1830 | 119       |               | Ackergut   |
| 1845 | 118       | 17            | Ackergüter |
| 1871 | 126       | 25            | Hofstelle  |
| 1885 | 143       | 28            | Wohnplatz  |
| 1895 | 139       | 29            | Wohnplatz  |
| 1905 | 130       | 27            | Wohnplatz  |

Seit den 1920er-Jahren wurden weit um das Dorf herum einzelne Gebäude und an der Odenthaler Straße die Ausflugsgaststätte „Haus am Sonnenberg“ mit großem Festsaal errichtet. Mit der Motorisierung nach dem Zweiten Weltkrieg entstanden immer mehr Wohnhäuser für „Stadtflüchtlinge“, die beruflich in Köln oder Leverkusen beschäftigt waren und sind. Heute übertrifft die Einwohnerzahl Voiswinkels die des alten Dorfes um mehr als das Zwanzigfache.

## Sehenswürdigkeiten
Oben auf dem Sonnenberg steht das Land- und Jugendheim des bekannten Architekten Dominikus Böhm. Heute trägt es den Namen Haus Sonnenberg und wird von der Katholischen Jungen Gemeinde als Begegnungsstätte betrieben.
Etwa 150 m südwestlich des Scheitelpunktes der Odenthaler Straße ragt der Turm von St. Engelbert spitz auf. Dieses Gebäudeensemble wurde bis 1963 nach Plänen des heute wenig bekannten Architekten Herbert Herrmann aus Trier errichtet. Wohl schon im Geist des Zweiten Vatikanischen Konzils entworfen, steht hier die Gemeinde der Gläubigen im Mittelpunkt. Der Kirchenraum ist annähernd quadratisch und mit seinem großen Fenster nach Südwesten auf die Landschaft ausgerichtet. Dieses Fenster und die Liturgie ab 1965 wenden sich der Gemeinde zu.
Die eher bescheidene Hofstelle Mutzbacher Talweg 10 und der landschaftstypische Hof Grüner Weg 27 auf dem Küchenberg sind in die Denkmalliste der Gemeinde Odenthal eingetragen.

## Kirchengemeinden

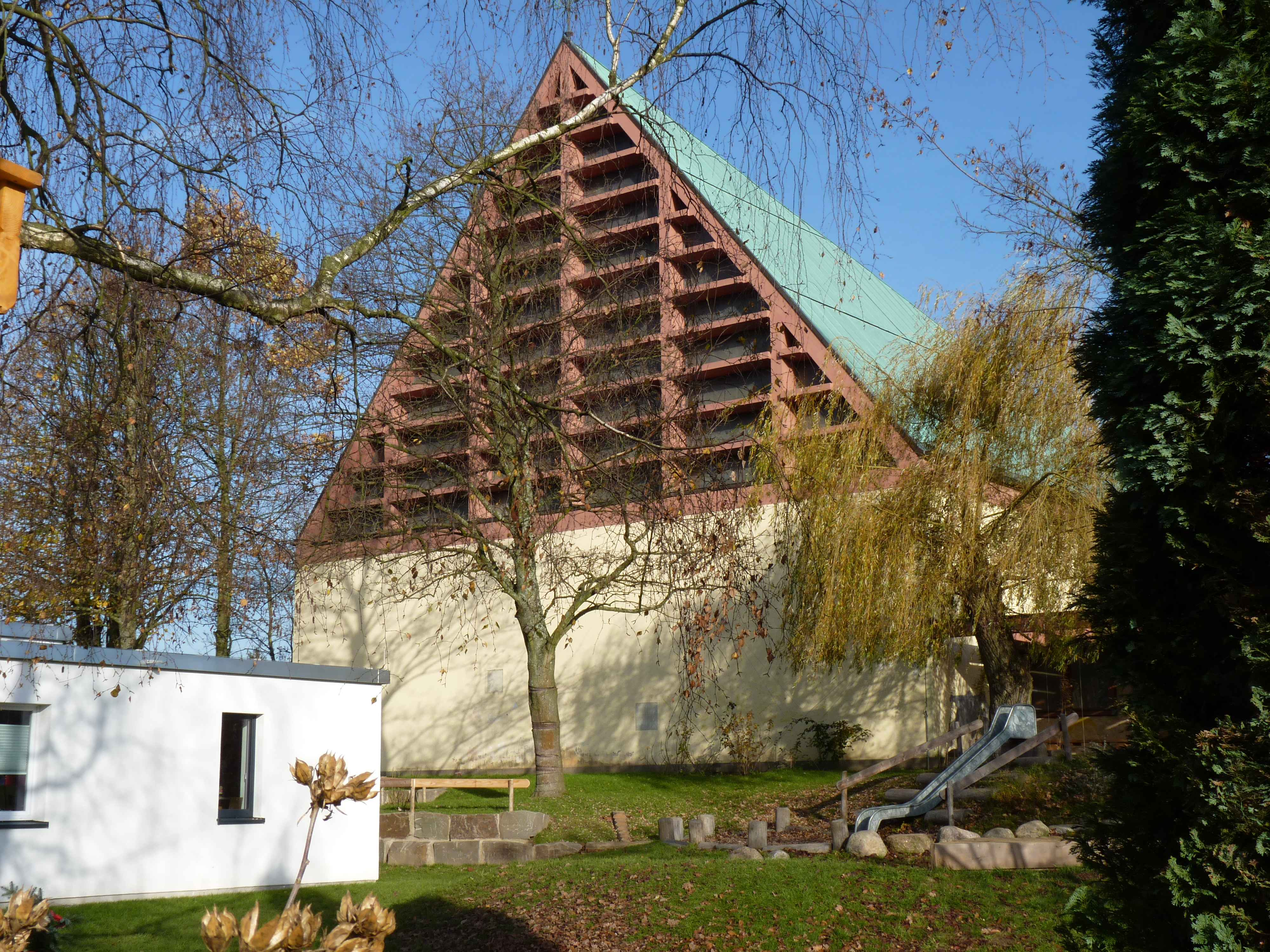
Kirche St. Engelbert in Voiswinkel

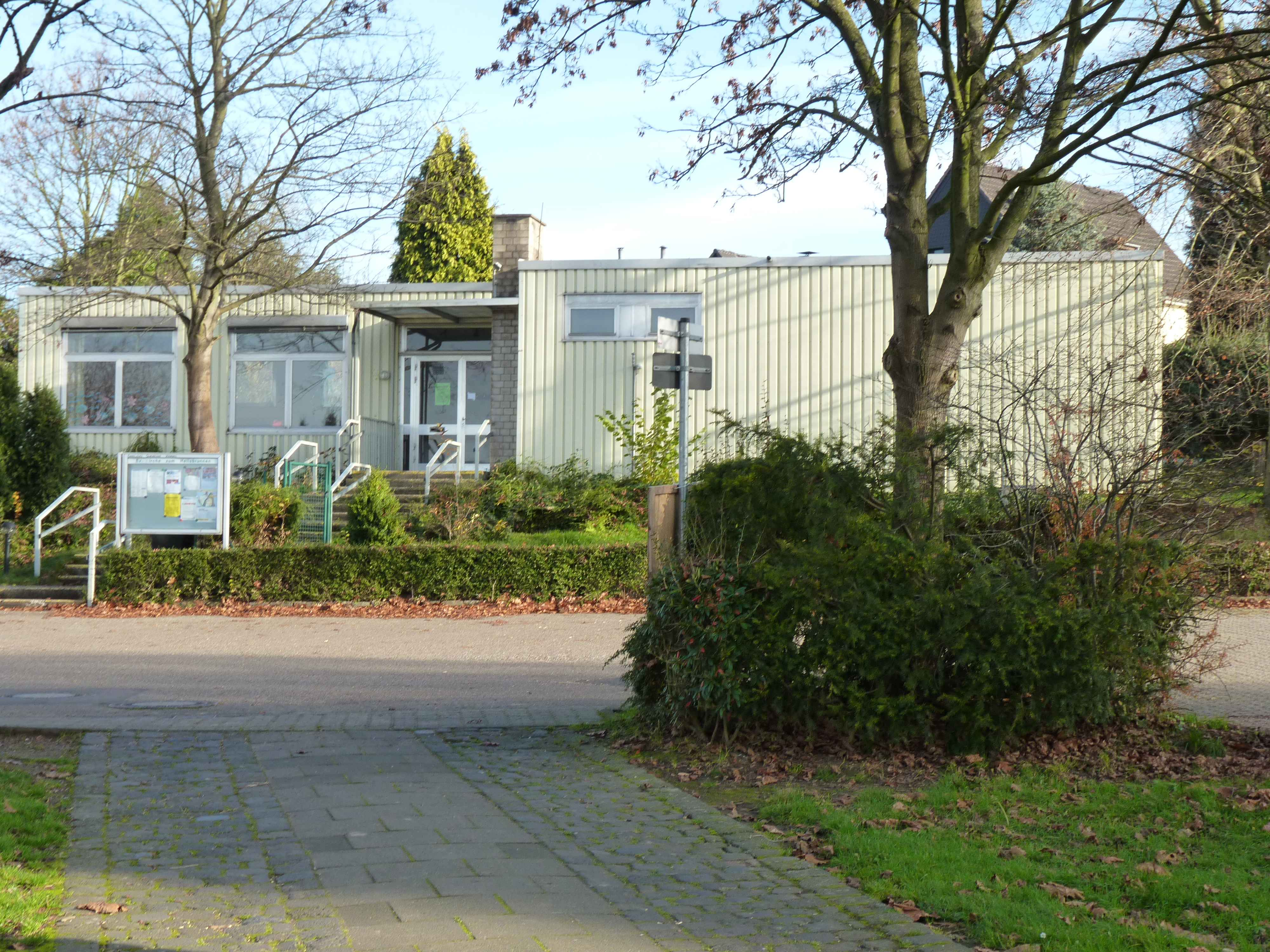
Ehem. Pavillon der evangelischen Kirche in Voiswinkel

Südlich des Dorfkerns liegt die römisch-katholische St.-Engelbert-Kirche, die unter dem Patrozinium des Engelbert I. von Köln steht und deren Zukunft als Filialkirche von St. Pankratius in Odenthal ungewiss ist. Gegenüber lag der Pavillon des evangelischen Kirchgemeindebezirks Voiswinkel, der zur Kirchgemeinde Zum Heilsbrunnen in Bergisch Gladbach-Hebborn gehörte.

## Kultur
Besonders gepflegt wird in Voiswinkel die Karnevalskultur mit dem jährlich stattfindenden Umzug.